# Gerhard Gschlößl

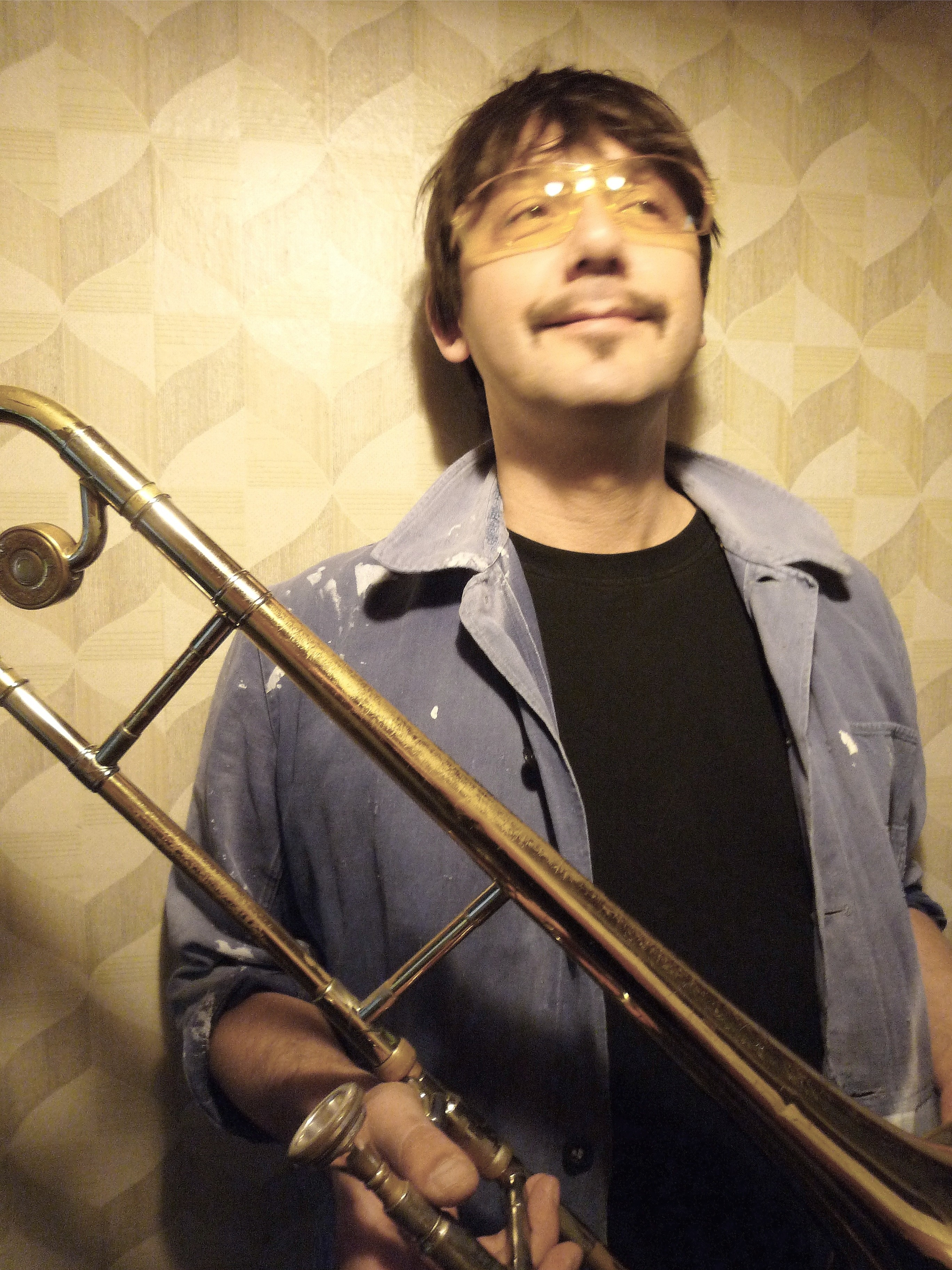
Gerhard Gschlössl, 2013

Gerhard Gschlößl (* 30. April 1967 in Mainburg) ist ein deutscher Jazzmusiker (Posaune, Sousaphon).

## Leben und Wirken
Gschlößl wuchs in Niederbayern auf; er studierte Posaune und Komposition an der Hochschule für Musik Würzburg. 1997 erhielt er das Kulturpreisstipendium der Stadt München. Er gehörte zum Deutsch-französischen Jazzensemble von Albert Mangelsdorff und experimentiert mit elektronischen Klangeffekten. Privat studierte er in New York bei Ray Anderson und Conrad Herwig. Seit 2004 lebt er in Berlin, wo er vornehmlich in kleinen Gruppen mit Matthias Rosenbauer, Johannes Fink, Gebhard Ullmann oder in Schnittmenge Meier mit Matthias Schriefl, Robert Landfermann und Christian Lillinger auftritt. Er ist auch Teil des Goodman-Bordenave Quintet und des Trios Vorwärts Rückwärts mit dem Cellisten Johannes Fink und der Bassistin Maike Hilbig.
Der Posaunist ist auf Alben mit Die Sterne (Irres Licht), Hipnosis um Wanja Slavin, Rainer Tempel, dem Sunday Night Orchestra, dem Tied & Tickled Trio, Mindgames, Dani Felber, Johannes Lauer, Silke Eberhard, dem Andromeda Mega Express Orchestra, Kathrin Lemkes Heliocentric Counterblast, Helga Plankensteiner sowie Vesna Pisarović zu hören. Mit Baby Sommers großformatiger Brotherhood & Sisterhood gastierte er 2023 bei JazzBaltica.
Er ist Mitbegründer des Jazzkollektiv Berlin und des Avantgarde- und Freejazz Labels Trouble In The East Records.

## Diskographische Hinweise
- Der Moment (2009, mit Matthias Rosenbauer, Johannes Fink)
- Gallo & The Roosters: The Exploding Note Theory (2009), mit Danilo Gallo, Achille Succi, Zeno de Rossi, Gary Lucas
- Kayla Quintet End Times (2009, mit Ben Abarbanel-Wolff, Antonis Anissegos, Jan Roder, Oliver Steidle)
- G9 Gipfel Berlin (2010, mit Axel Dörner, Tobias Delius, Wanja Slavin, Rudi Mahall, Alexander von Schlippenbach, John Schröder, Johannes Fink, Christian Lillinger)
- GULFH of Berlin (2022), mit Gebhard Ullmann, Johannes Fink, Jan Leipnitz, Michael Haves
- AAAPUZ: Live in Algovia (2022), mit Matthias Schriefl, Norbert Bürger
- Silke Eberhard, Daniel Casimir, Gerhard Gschlößl: Bootleg (2022)
- Madness & Arrogance: Twelve Against Many (Trouble in the East Records, 2023), mit Marc Schmolling
- Solo 1 (Trouble In The East Records, 2023)
- Silke Eberhard Potsa Lotsa XL: Chamber Works (2023)

## Lexikalische Einträge
- Jürgen Wölfer: Jazz in Deutschland. Das Lexikon. Alle Musiker und Plattenfirmen von 1920 bis heute. Hannibal, Höfen 2008, ISBN 978-3-85445-274-4.

## Belege
1. ↑  Goodman-Bordenave Quintet 2014 im Jazzclub Cavete Marburg
2. ↑  Baby Sommer's Brotherhood & Sisterhood. In: zdf.de. 25. Juni 2023, abgerufen am 15. Juli 2023.
3. ↑  Jazzkollektiv Berlin

| Personendaten    | Personendaten                              |
| ---------------- | ------------------------------------------ |
| NAME             | Gschlößl, Gerhard                          |
| KURZBESCHREIBUNG | deutscher Jazzmusiker (Posaune, Sousaphon) |
| GEBURTSDATUM     | 30. April 1967                             |
| GEBURTSORT       | Mainburg                                   |